# Schiras-Universität für Medizinische Wissenschaften und Gesundheitsdienste
Die Schiras-Universität für Medizinische Wissenschaften und Gesundheitsdienste (persisch دانشگاه علوم پزشکی و خدمات بهداشتی درمانی شیراز, englisch Shiraz University of Medical Sciences, kurz SUMS) ist mit rund 10.000 Studierenden (SS 2020) eine der  iranischen Universitäten. Sie ist Teil der Universität Schiras, die andere nichtmedizinische Fakultäten umfasst.